# باز كانتر
باز كانتر (بالإنجليزية: Buzz Kanter)‏ هو صحفي أمريكي، ولد في 1955 في كونيتيكت في الولايات المتحدة.